# Loheria
Loheria es un género de plantas  con diez especies descritas de arbustos pertenecientes a la antigua familia  Myrsinaceae, ahora subfamilia Myrsinoideae.

## Taxonomía
El género fue descrito por Elmer Drew Merrill y publicado en Philippine Journal of Science 5: 373. 1910. La especie tipo es: Loheria bracteata

## Especies
| - Loheria bracteata - Loheria crassifolia - Loheria jubilaria - Loheria latepetiolata - Loheria magnifolia | - Loheria papuana - Loheria porteana - Loheria radlkoferi - Loheria reiniana - Loheria sessilifolia |